# Lorival Santos
Lorival Alves dos Santos (ur. 7 października 1959 w północnej dzielnicy miasta São Paulo zwanej Parque Peruche) – brazylijski piłkarz, grający na pozycji pomocnika, trener piłkarski.

## Kariera piłkarska

### Kariera klubowa
W 1975 rozpoczął karierę piłkarską w Guapira. Potem występował w klubach Paulista i América-MG, gdzie zakończył karierę w roku 1977.

## Kariera trenerska
Karierę szkoleniowca rozpoczął w 1985 roku. Najpierw trenował młodzieżowy zespół Banespa, a od następnego roku kierował pierwszą drużynę klubu. Następnie prowadził Juventus-SP, Grêmio Barueri, Corinthians Paulista B, Taubaté, ADAP Galo Maringá, São Bernardo, Cascavel, Roma Apucarana, CSA, Central, Canoas, Corinthians-AL, Coruripe, São José, Treze i Al-Shorta Bagdad.

## Sukcesy i odznaczenia

### Sukcesy trenerskie
Al-Shorta Bagdad
- mistrz Iraku: 2013/14